# Cäcilienbrunnen

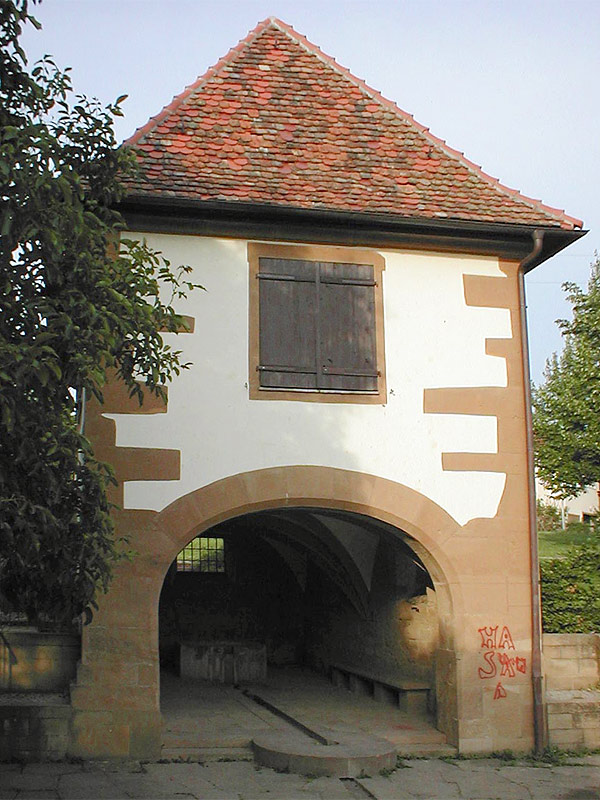
Das Cäcilienbrunnenhaus in Heilbronn

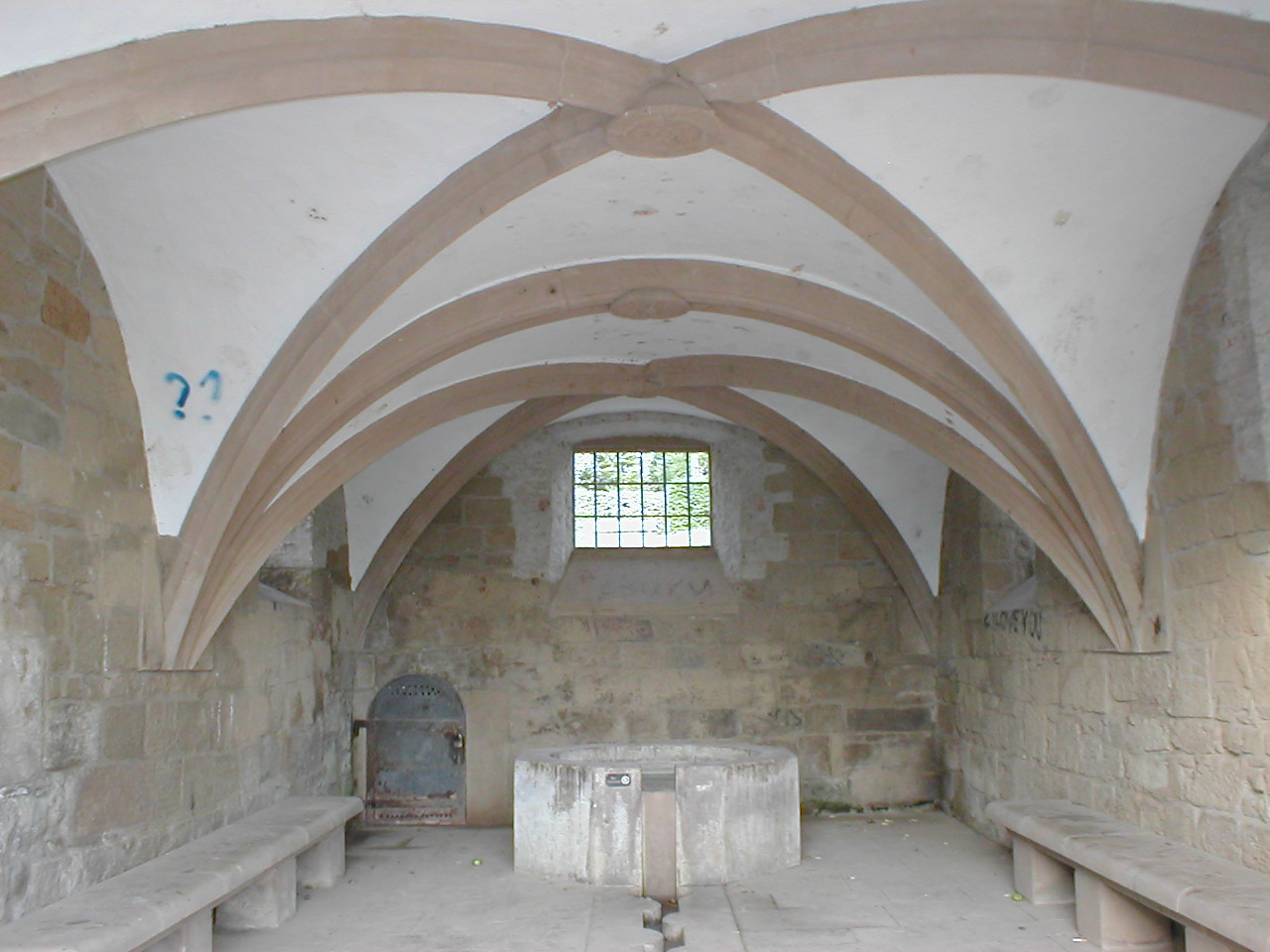
Blick in die Brunnenstube

Der Cäcilienbrunnen ist ein denkmalgeschützter Brunnen in der Cäcilienbrunnenstraße in Heilbronn. Von dem einst außerhalb der Stadtmauern gelegenen Brunnenhaus lief ab 1588 eine Wasserleitung in die Stadt, die dort sechs öffentliche Brunnen, rund 30 Zisternen und etliche Privatbrunnen versorgte. Die Cäcilienbrunnenleitung war bis zum Bau des Heilbronner Wasserwerks die wichtigste Einrichtung der städtischen Wasserversorgung Heilbronns.

## Geschichte
Der einstmals nach einer Suhle Silchenbrunnen (oder Sülchenbrunnen) genannte Brunnen im Südosten der Stadt wurde 1359 erstmals erwähnt. Die Brunnenstube bezieht das Wasser aus einem sich nach Osten ausdehnenden Wiesengrund. 1588 beschloss der Rat der Stadt Heilbronn, das Wasser des Brunnens über eine hölzerne Teuchelleitung in die Stadt zu leiten, wo es zuvor bis auf den Siebenröhrenbrunnen nur Pumpbrunnen gegeben hatte. 1589 wurde der Brunnen neu gefasst, 1590 mit einem weiteren Geschoss überbaut. Die Baumeister Hans Stefan und Jakob Müller erstellten das steinerne und eineinhalbgeschossige Brunnenhäuschen mit Walmdach. Die nach einer Seite hin offene Brunnenstube im Untergeschoss des Gebäudes weist ein auffälliges Kreuzgewölbe auf.
Der heutige Name des Brunnens rührt von dem Dichter Sebastian Hornmold dem Jüngeren her, der den Brunnen im Jahr 1632 in einem lateinischen Gedicht als fons Ceciliae bezeichnete und in dichterischer Freiheit dem Ort des Brunnens eine historische Cäcilienkapelle andichtete.
Das für die Teuchelleitung benötigte Nadelholz wurde von Schultheiß Simon Weinmann 1588 aus dem Hagenschieß bezogen und nach Heilbronn geflößt. Die Teuchelleitung wurde unterirdisch verlegt, um das Holz vor Sonneneinstrahlung zu schützen. Die Leitung folgte dem natürlichen Gefälle vom Cäcilienbrunnen in die Stadt und erreichte die Stadtmauer ungefähr auf Höhe des Fleiner Tores. Dieser Abschnitt war bis zum Spätjahr 1588 bereits verlegt. Den Weg der Leitung markierten oberirdisch 50 Brunnensteine im Abstand von jeweils etwa 7 Ruten. Vom Fleiner Tor aus verzweigte sich die Wasserleitung in verschiedene Quartiere der Stadt, wo sie rund 30 Zisternen und sechs öffentliche Brunnen versorgte, darunter den Hafenmarkt- und den Fleinertorbrunnen. 1601 war die gesamte Wasserleitung fertiggestellt. Das Wasser legte vom Cäcilienbrunnen bis in die einzelnen Brunnen eine Strecke von rund 2,5 km zurück. Außer in die öffentlichen Brunnen und Zisternen floss Wasser der Cäcilienbrunnenleitung auch in die Privatbrunnen in den Häusern von Ratsmitgliedern. Die Nutznießer des Wassers hatten ihre Brunnenanlagen selbst zu unterhalten und für den Wasserbezug jährliche Abgaben an die Stadtkasse zu leisten. Die Wasserbezugsrechte waren zum Teil unbefristet an die Gebäude gebunden und gingen bei Verkauf oder Vererbung dann teilweise auch auf ratsfremde Personen über. Es gab jedoch auch Wasserrechte auf Lebenszeit, ein solches wurde zum Beispiel dem Deutschordens-Komtur von Großschlag im Deutschhof um 1700 gewährt. Konstante Wasserlieferung stand nur Besitzern von Brunnenbriefen zu, alle anderen Bezieher hatten nur Anrecht auf Wasser, wenn in den Zisternen und Trögen ausreichend Überlaufwasser stand. Die Wasserzuteilung regelte teilweise der  Brunnenmeister mit Hähnen in den Brunnenstuben.
Die Schüttung des Cäcilienbrunnens reichte zu manchen Zeiten nicht aus für die Versorgung der Stadt mit Wasser. Im Jahr 1635 etwa hatten nur 16 von 36 Brunnen der Stadt Wasser. Auch aus späteren Jahren sind Wassermangel sowie beschädigte Brunnen und Teuchel bezeugt, so dass ganze Quartiere auf laufendes Wasser verzichten mussten. Im Jahr 1731 wurde die gesamte Cäcilienbrunnenanlage grundlegend saniert. Das Brunnenhäuschen wurde renoviert, die Brunnenstube neu gefasst und die hölzerne Teuchel durch eine mit Platten abgedeckte steinerne Kandel ersetzt. Diese Kandel verstopfte jedoch oft, so dass man später zum Teil auch wieder hölzerne Teuchel verlegte. An einigen Stellen der Cäcilienbrunnenleitung lagen auch Kandel und Teuchel parallel, so dass man beim Ausbessern einer der Leitungen auf die andere ausweichen konnte. 1836 wurde die Hauptleitung vom Brunnen bis zum Kameralamt mit Röhren des Waiblinger Unternehmens Bihl erneuert.
1811 wurde die vom Cäcilienbrunnen kommende Wasserversorgung der Stadt durch den Bau der Pfühlwasserleitung vom Pfühlbrunnen zum Hafenmarktbrunnen und einigen Privatbrunnen entlastet. Nachdem ab 1875 das Heilbronner Wasserwerk sein Wasser über Hochbehälter am Wartberg in die Stadt einspeiste, verlor die Cäcilienbrunnenleitung an Bedeutung.
Bis 1938 wurden am Cäcilienbrunnen Feste gefeiert. Bereits vor dem Dreißigjährigen Krieg ist dort ein jährliches Kinderfest zur Sonnwende bezeugt, ab 1824 war das Gelände beim Cäcilienbrunnen Austragungsort des Heilbronner Herbstfests.